# Svoboda, Orihiv
Svoboda (în ucraineană Свобода) este un sat în comuna Omelnîk din raionul Orihiv, regiunea Zaporijjea, Ucraina.

## Demografie
Componența lingvistică a localității Svoboda
     Ucraineană (98,68%)
     Rusă (1,32%)
Conform recensământului din 2001, majoritatea populației localității Svoboda era vorbitoare de ucraineană (98,68%), existând în minoritate și vorbitori de rusă (1,32%).